# Les Productions Au clair de lune
Les Productions au Clair de Lune était une société de production cinématographique française. 
Elle a produit des courts métrages et des séries pour la télévision.
Elle a fait l'objet d'une dissolution volontaire à l'initiative de son gérant Stéphane Lambert le 4 décembre 2018.

## Activités

### Département Cinéma
La société a réalisé plusieurs courts métrages dont certains ont parcouru les cinq continents via leur sélections en festival. 

Le court métrage Planter des Rêves, de Pierre-Antoine Carpentier, a bénéficié de 70 sélections dans une vingtaine de pays et a reçu une trentaine de prix. Il a notamment participé au Festival du film de Giffoni ou encore au Lahore International Children's Film Festival.

Le dernier court métrage produit, Les Dimanches de Léa, de Yohann Kouam, a eu sa première projection publique au Festival international du film de Brooklyn en juin 2011.

### Département Institutionnel
La société a ouvert ce département afin de répondre aux demandes extérieures. Le contenu produit va du clip au documentaire en passant par la publicité. Le département travaille pour des clients évoluant dans des domaines aussi variés que l'art, l'industrie, le luxe ou encore la construction. 

Le département a développé un savoir-faire dans la prise de vue aérienne.

## Filmographie

### Courts-métrages
- 2018 : Sem d'Eric Gueunoun
- 2013 : La Gagne de Patrice Deboosere
- 2012 : Dur Samedi de Jeanne Aslan
- 2011 : Les Dimanches de Léa de Yohan Kouam
- 2010 : Planter des rêves de Pierre-Antoine Carpentier
- 2006 : Génération Airlines de Pierre-Antoine Carpentier